# Salle Jean-Bunoz
La salle Jean-Bunoz , du nom de Jean Bunoz pionnier dans l'éducation par le sport, est une salle de sport et de spectacles située dans l'espace sportif Jean-Bunoz à Antibes. De 1991 à 2009 date de sa destruction, c'est la salle de l'Olympique d'Antibes Juan les Pins (OAJLP) triple champion de France en basket.

## Histoire

### Jean Bunoz éponyme de la salle
Jean Bunoz est un pionnier de l'éducation dans le sport. Sa formule "Il faut que les enfants soient dans les salles de sport plutôt que dans la rue" a été reprise par ses successeurs.
Il est honoré par des distinctions des sports et de l'éducation, médaille d'or de la Jeunesse et des Sports, médaille de l'Éducation nationale, commandeur dans l'ordre des Palmes académiques.
Il est promu officier de la Légion d'Honneur par le ministre des sports Jean-François Lamour en présence du maire Jean Léonetti.

### Salle de l'équipe de basket championne de France
Après avoir évolué durant 40 années à la salle Salusse-Santoni (1951-1991), l'Olympique d'Antibes déménage en 1991 pour l'espace sportif Jean-Bunoz, une toute nouvelle enceinte de 5 051 places construite pour assurer l'avenir du club et nommée ainsi en l'honneur d'un ancien adjoint aux sports de la ville d'Antibes.
Les Antibois inaugurent leur nouveau local le 5 décembre 1991 pour une rencontre de Coupe d'Europe face au Cibona Zagreb. Un match qui se soldera par la défaite des Azuréens.
La salle réservée traditionnellement à la pratique du basket-ball accueille également différentes manifestations sportives (gala de patinage sur glace, championnats du monde de squash, de boxe, de trampoline, d’acrosport ou d'arts martiaux...) ou artistiques (galas de danse, représentations de cirque, concerts...).
L'Olympique d'Antibes décroche un de ses trois titres de Champion de France (1995) à Jean Bunoz, mais y connaît la relégation en Pro B en 2002, puis celle en NM1 en 2007 avant d'y voir ses couleurs redorées en 2008 avec son titre de champion de France de NM1.
Durant l'hiver 2005-2006, une patinoire provisoire est installée sur le parquet de la salle. À son retrait, le parquet était inutilisable (infiltrations, froid). Celui-ci est remplacé un mois après le retrait de la patinoire.

### Démolition de la salle
La municipalité profite de cette descente pour annoncer en octobre 2007 la destruction de la salle Jean-Bunoz, une nouvelle salle de spectacle de 1 300 places devant être érigée sur le site pour 2010. L'Olympique d'Antibes devra trouver refuge dans leur ancienne salle Salusse-Santoni (salle Foch), réhabilitée pour l'occasion.
En parallèle, la municipalité n'a de cesse de réitérer sa volonté de construire un nouveau complexe sportif de 5 000 places aux trois Moulins (quartier au nord d'Antibes) pour y installer les basketteurs à terme, projet initialement prévu pour septembre 2011, mais est effectivement inauguré en août 2013, l'Azur Arena.
En juin 2008, les supporters antibois - qui fêtaient la remontée du club en Pro B - apprennent par voie de presse que la salle Foch ne serait réhabilitée que pour janvier 2009, repoussant par la même occasion d'un an la destruction de la salle Jean-Bunoz.
En septembre 2008, la destruction de la salle est annoncée pour juillet 2009 afin de construire en son lieu une salle de spectacle de 1200 places : Anthéa Antipolis inaugurée en avril 2013.

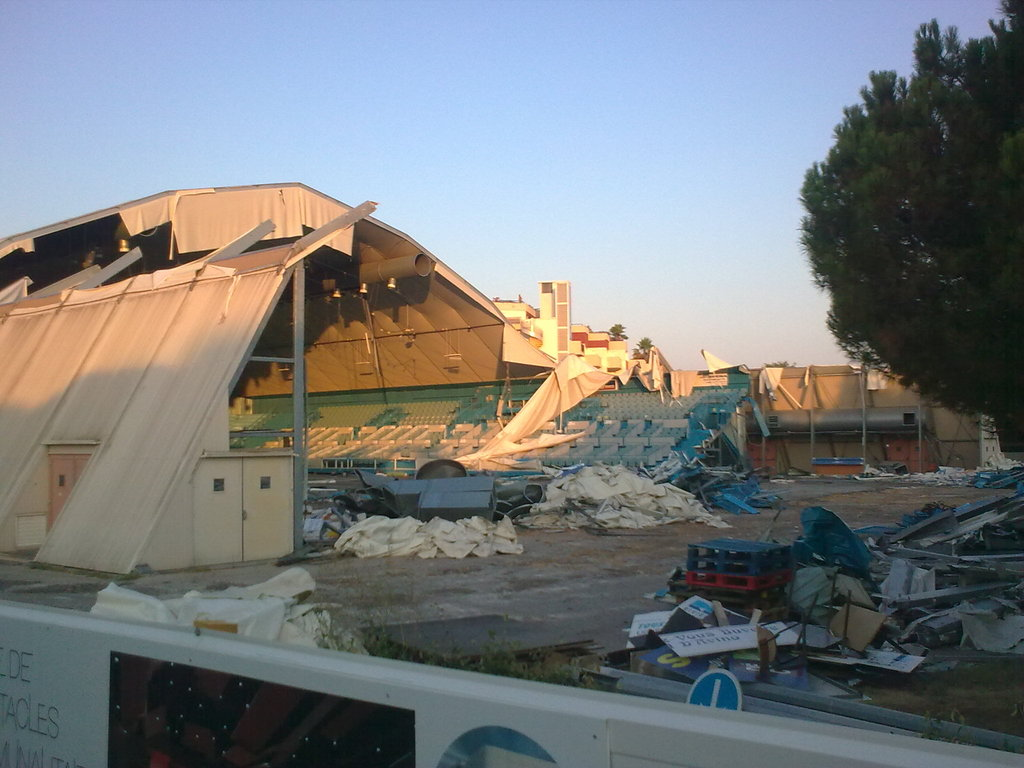
Salle Jean-Bunoz lors de sa destruction en août 2009

## Évènements
- Match des étoiles, 2000
- Nuit des Arts martiaux
- Harlem Globetrotters, 2007
- Crazy Dunkers, 2009

## Galerie

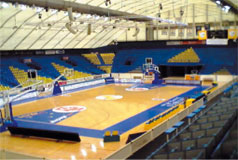
Vue d'ensemble de la salle (2007)
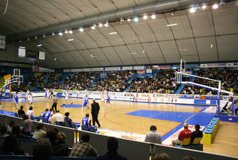
Soir de match de NM1 (2008)
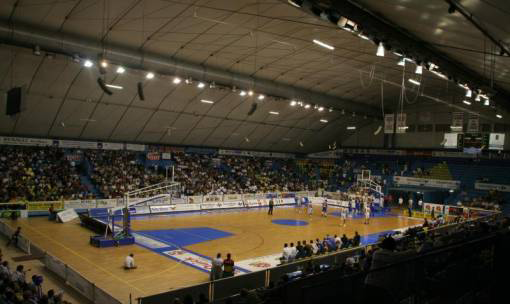
Soir de match de NM1 (2008)
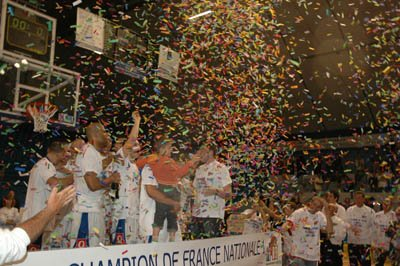
Antibes champion de NM1 à Jean-Bunoz (2008)
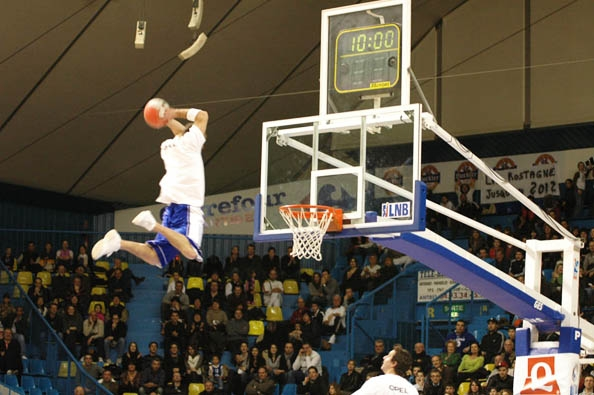
Les Crazy Dunker à Jean-Bunoz (2009)

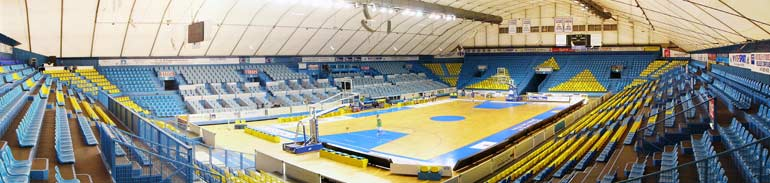